# Bezirk Sechshaus
Der Bezirk Sechshaus war ein politischer Bezirk in Österreich.

## Geschichte
Die Bezirkshauptmannschaft Sechshaus bestand von 1868 bis 1891. 1890 wurde der Bezirk geteilt und die Bezirkshauptmannschaft Hietzing mit dem Großteil der Fläche abgespalten. Für die nächsten zwei Jahre bestand der Bezirk nur mehr aus den Gerichtsbezirken Sechshaus, Fünfhaus und Meidling, das waren die Gemeinden Sechshaus, Fünfhaus, Rudolfsheim, Gaudenzdorf, Obermeidling und Untermeidling. Im Zuge der Stadterweiterung Wiens wurde die gesamte Fläche des Bezirkes nach Wien eingemeindet, weshalb der Bezirk mit dem 31. Dezember 1891 zu bestehen aufhörte.

### Ehemalige Bezirkshauptmänner
- Johann Michael Kriechbaum 1868–1873
- Wilhelm Peintinger 1873–1876
- Theodor Ritter von Kronenfels 1876–1878
- Johann Matzal 1878–1880
- Freiherr Oscar von Lasserzollheim 1880–1882
- Erich von Kielmansegg 1882–1883
- Victor Ritter Pfersmann von Eichtal 1883–1884
- Johann Freiherr von Kutschera 1884–1887
- Alfred Ritter von Bernd 1887–1890[3]

## Gliederung
Der ehemalige Bezirk umfasste
- aus der heutigen Stadt Wien den Südwesten mit fast den gesamten Gemeindebezirken 12–15, das sind Meidling, Hietzing, Penzing und Rudolfsheim-Fünfhaus, einem kleinen Teil vom 7. Bezirk Neubau sowie dem Großteil (mit Ausnahme von Rodaun und Siebenhirten) des 23. Gemeindebezirks Liesing
- aus dem heutigen Bezirk Mödling die Gemeinden Breitenfurt bei Wien und Laab im Walde
- aus dem heutigen Bezirk St. Pölten die Gemeinden Gablitz, Mauerbach, Pressbaum, Purkersdorf, Tullnerbach und Wolfsgraben

Der Bezirk bestand ursprünglich aus den Gerichtsbezirken Sechshaus, Hietzing und Purkersdorf. 1882 wurden die Gerichtsbezirke Unter-Meidling und Fünfhaus neu errichtet.